# 마쓰다 료마
마쓰다 료마(일본어: 松田 遼馬, 1994년 2월 8일 ~ )는 일본의 프로 야구 선수이며, 현재 퍼시픽 리그인 후쿠오카 소프트뱅크 호크스의 소속 선수(투수)이다. 나가사키현 시마바라시 출신이다.

## 인물

### 프로 입단 전
시마바라 시립 제4 초등학교에서는 2학년 때부터 ‘스기타니 터틀스’에서 소프트볼을 시작했다. 시마바라 제1 중학교에서는 연식 야구부에 소속해 투수를 맡았다. 진로를 결정할 때 한때 현의 강호였던 나가사키 현립 세이호 고등학교를 목표로 하고 있었으나 스스로의 힘으로 고시엔 진출을 하기 위해 나가사키 현립 하사미 고등학교에 진학했다.
고등학교 시절에는 1학년 때부터 등번호 11번을 받아 벤치에 들어갔다. 3학년 봄에 열린 제83회 선발 고등학교 야구 대회에 출전해 1차전 상대인 요코하마 고등학교를 5대 1로 눌러 승리했지만 이어지는 2차전에서 효고 현립 가코가와키타 고등학교에게 0대 2로 패했다. 여름에도 기대를 했지만 전국 고등학교 야구 선수권 대회 나가사키 대회 2차전에서 가마모토 고를 앞세운 나가사키 현립 세이료 고등학교에게 1대 5로 패했다.
2011년 10월 27일, 프로 야구 드래프트 회의에서 한신 타이거스로부터 5순위 지명을 받았고 11월 29일에 계약금 3,000만 엔, 연봉 520만 엔(추정)에 입단에 합의했다. 등번호는 56번.

### 한신 시절

#### 2012년
4월 21일 웨스턴 리그의 히로시마 도요 카프전(아키 시영 구장)에서 첫 등판을 선보였다. 그러면서 7월 21일에는 1군의 시트 타격에 사이우치 히로아키, 이와모토 아키라, 시라니타 히로카즈와 함께 참여했다. 웨스턴 리그에서 8경기에 등판해 3승 2패 평균 자책점 3.86의 성적을 남겼다. 시즌 종료 후에는 마무리로써 기용될 가능성이 높다는 코치진의 전망과 함께 추계 캠프의 MVP로 선정되었다.

#### 2013년
프로 2년째인 그 해에는 1군 경험 미숙으로 미래의 마무리 후보로서 1군 스프링 캠프에 발탁되었다. 그러나 스프링 캠프 막판에 오른쪽 어깨의 통증을 호소하여 공식전 개막 이후 5월 중순까지 오른쪽 어깨 재활 훈련에만 전념했다. 같은 달 하순에 2군에서 실전에 복귀했고 7월 13일의 요코하마 DeNA 베이스타스전(한신 고시엔 구장)에서 구원으로 1군에 데뷔했다. 그 경기에서 1이닝을 무실점으로 막았고 8월 29일의 요미우리 자이언츠전(도쿄 돔)에서 10회말 조노 히사요시에게 끝내기 홈런을 맞고 프로 첫 실점과 프로 첫 패배를 기록하기 전까지 등판한 17경기(18이닝)에서 무실점을 기록하고 있었다.
무실점 행진 도중인 8월 8일의 히로시마전(마쓰다 스타디움)에서는 프로 첫 홀드를 기록했다. 위에서 언급한 첫 실점 이후 0점대의 평균 자책점을 유지하고 있었지만 9월 8일 요미우리전(한신 고시엔 구장) 6회초 2/3이닝 등판에서 3피홈런 5실점을 당하면서 다음날인 9일에 등록 말소되었다. 같은 달 21일에 다시 등록되면서 10월 4일 도쿄 야쿠르트 스왈로스전(메이지 진구 야구장)에서 연장 10회부터 2이닝을 던지며 1군에서의 첫 승리를 거두었다. 포스트 시즌 종료 후 26세 이하 선수들을 중심으로 한 일본 야구 대표팀과 대만 야구 대표팀의 평가전을 앞두고 고쿠보 히로키 감독의 지도 아래 한신 선수로써 유일하게 차출되었다. 대만 대표팀과의 2차전(10월 9일)에서는 7회말에 등판해 1이닝을 삼자 범퇴로 처리하여 국제 경기에 데뷔했으며 최고 구속은 151 km/h를 기록했다.

## 플레이 스타일
- 스리쿼터에서 던지는 최고 구속 150 km/h의 직구 뿐만 아니라 슬라이더, 슬로 커브, 체인지업의 변화구를 던진다.[3]
- 완고한 성격으로 몸쪽을 찌르는 투구로 정평이 나있지만 제구력은 아직 높은 편은 아니다.[14]

## 상세 정보

### 출신 학교
- 나가사키 현립 하사미 고등학교

### 선수 경력
- 한신 타이거스(2012년 ~ 2018년)
- 후쿠오카 소프트뱅크 호크스(2018년 ~ )

### 개인 기록

#### 투수 기록
- 첫 등판 : 2013년 7월 13일, 대 요코하마 DeNA 베이스타스 10차전(한신 고시엔 구장), 8회초에 3번째 투수로서 등판, 1이닝 무실점[8]
- 첫 탈삼진 : 상동, 8회초에 이시카와 다케히로로부터 헛스윙 삼진[8]
- 첫 홀드 : 2013년 8월 8일, 대 히로시마 도요 카프 14차전(MAZDA Zoom-Zoom 스타디움 히로시마), 7회말에 2번째 투수로서 구원 등판, 1이닝 무실점[10]
- 첫 승리 : 2013년 10월 4일, 대 도쿄 야쿠르트 스왈로스 24차전(메이지 진구 야구장), 10회말에 3번째 투수로서 구원 등판, 2이닝 무실점
- 첫 선발 등판 : 2017년 8월 13일, 대 요코하마 DeNA 베이스타스 17차전(요코하마 스타디움), 2이닝 3실점에서 패전 투수

#### 타격 기록
- 첫 타석·첫 안타 : 2015년 5월 22일, 대 요코하마 DeNA 베이스타스 6차전(요코하마 스타디움), 6회초에 고스기 요타로부터 우전 안타

### 등번호
- 56(2012년 ~ 2018년 7월 27일)
- 42(2018년 7월 27일 ~ )

### 연도별 투수 성적
| 연 도      | 소 속      | 등 판 | 선 발 | 완 투 | 완 봉 | 무 4 구 | 승 리 | 패 전 | 세 이 브 | 홀 드 | 승 률 | 타 자 | 이 닝 | 피 안 타 | 피 홈 런 | 볼 넷 | 고 4 | 몸 맞 | 탈 삼 진 | 폭 투 | 보 크 | 실 점 | 자 책 점 | 평 자 책 | W H I P |
| ---------- | ---------- | ----- | ----- | ----- | ----- | ------- | ----- | ----- | -------- | ----- | ----- | ----- | ----- | -------- | -------- | ----- | ---- | ----- | -------- | ----- | ----- | ----- | -------- | -------- | ------- |
| 2013년     | 한신       | 27    | 0     | 0     | 0     | 0       | 1     | 2     | 0        | 5     | .333  | 125   | 29.2  | 34       | 6        | 6     | 1    | 0     | 29       | 1     | 0     | 14    | 14       | 4.25     | 1.35    |
| 2014년     | 한신       | 6     | 0     | 0     | 0     | 0       | 0     | 0     | 0        | 4     | ---   | 19    | 4.2   | 3        | 0        | 2     | 0    | 0     | 3        | 1     | 0     | 1     | 1        | 1.93     | 1.07    |
| 2015년     | 한신       | 30    | 0     | 0     | 0     | 0       | 3     | 2     | 0        | 3     | .600  | 143   | 31.1  | 36       | 4        | 15    | 0    | 1     | 31       | 1     | 0     | 20    | 20       | 5.74     | 1.63    |
| 2016년     | 한신       | 22    | 0     | 0     | 0     | 0       | 1     | 0     | 0        | 1     | 1.000 | 102   | 27.0  | 14       | 2        | 9     | 2    | 0     | 26       | 1     | 0     | 3     | 3        | 1.00     | 0.85    |
| 2017년     | 한신       | 26    | 1     | 0     | 0     | 0       | 1     | 2     | 0        | 1     | .333  | 161   | 35.2  | 37       | 5        | 17    | 0    | 1     | 33       | 1     | 0     | 23    | 20       | 5.05     | 1.51    |
| 2018년     | 소프트뱅크 | 2     | 0     | 0     | 0     | 0       | 0     | 0     | 0        | 0     | .---  | 14    | 3.0   | 2        | 0        | 3     | 0    | 0     | 6        | 0     | 0     | 2     | 2        | 6.00     | 1.67    |
| 통산 : 6년 | 통산 : 6년 | 113   | 1     | 0     | 0     | 0       | 6     | 6     | 0        | 14    | .500  | 564   | 131.1 | 126      | 17       | 52    | 3    | 2     | 128      | 5     | 0     | 63    | 60       | 4.11     | 1.36    |

- 2018년 시즌 종료 기준.

### 연도별 수비 성적
| 연도 | 소속       | 투수  | 투수  | 투수  | 투수  | 투수  | 투수     |
| 연도 | 소속       | 경 기 | 척 살 | 보 살 | 실 책 | 병 살 | 수 비 율 |
| ---- | ---------- | ----- | ----- | ----- | ----- | ----- | -------- |
| 2013 | 한신       | 27    | 0     | 3     | 0     | 0     | 1.000    |
| 2014 | 한신       | 6     | 0     | 0     | 0     | 0     | .---     |
| 2015 | 한신       | 30    | 1     | 5     | 0     | 0     | 1.000    |
| 2016 | 한신       | 22    | 2     | 1     | 1     | 0     | .750     |
| 2017 | 한신       | 26    | 0     | 6     | 0     | 0     | 1.000    |
| 2018 | 소프트뱅크 | 2     | 0     | 0     | 0     | 0     | 1.000    |
| 통산 | 통산       | 113   | 3     | 15    | 1     | 0     | .947     |

- 2018년 시즌 종료 기준.